# 思い出が降る街で
「思い出が降る街で」(おもいでがふるまちで)は、日本の女性シンガーソングライターである西脇唯の5枚目のシングル。前作「“彼女”になりたかった日」から4ヶ月ぶりのシングル。

## 収録曲
- 全作詞・作曲：西脇唯／編曲：新川博

1. 思い出が降る街で (4:56)
  - テレビ朝日系「謎ジパング あなたの知らない日本」エンディングテーマ
2. 気持ちをちょっと#にして (5:14)
3. 思い出が降る街で（オリジナル・カラオケ）(4:56)
4. 気持ちをちょっと#にして（オリジナル・カラオケ） (5:12)

## テレビ披露
- ミュージックステーション（テレビ朝日、1994年10月14日）[1]